# The Accused (1988)
The Accused (bra: Acusados; prt: Os Acusados) é um filme canado-estadunidense de 1988, dos gêneros drama e suspense, dirigido por Jonathan Kaplan com roteiro de Tom Topor baseado no caso real da violação de Cheryl Araújo, membro da comunidade luso-americana, por nacionais portugueses, que haviam emigrado para os EUA durante o regime do Estado Novo.
Estrelado por Jodie Foster, Kelly McGillis, Bernie Coulson, Leo Rossi, Ann Hearn, Carmen Argenziano, Steve Antin e Tom O'Brien. No filme Sarah Tobias, uma jovem garçonete, é estuprada por três homens em um bar local. Ela e a promotora Kathryn Murphy decidiram processar os estupradores, bem como os homens que os encorajaram.
The Accused estreou no 39º Festival Internacional de Cinema de Berlim, onde competiu pelo Urso de Ouro. Foi cinemas limitados em 14 de outubro de 1988 pela Paramount Pictures e foi altamente controverso após o lançamento, principalmente devido à sua representação gráfica de estupro coletivo. O filme se tornou um sucesso comercial e crítico, arrecadando mais de US$92 milhões em todo o mundo, e foi escolhido pelo National Board of Review como um dos 10 melhores filmes do ano. Os críticos de cinema elogiaram a audácia do filme, a autenticidade da representação do assunto e por ser o primeiro filme a lidar com os horrores do estupro e suas conseqüências na vida da vítima.
A interpretação de Jodie Foster lhe valeu seu primeiro Oscar de melhor atriz. Para fazer o papel, ela pesquisou várias situações mostradas no filme e baseou sua atuação na experiência da atriz Kelly McGillis (sua advogada no filme), que fora estuprada em seu apartamento em 1982.

## Sinopse
Mulher jovem é estuprada no bar por vários fregueses, sob os aplausos de outros frequentadores. Sua advogada decide processar a todos — estupradores e os homens que os incentivaram.

## Elenco
- Kelly McGillis.... promotora Kathryn Murphy
- Jodie Foster.... Sarah Tobias
- Bernie Coulson.... Kenneth Joyce
- Leo Rossi.... Cliff "Scorpion" Albrect
- Ann Hearn.... Sally Fraser
- Carmen Argenziano.... promotor Paul Rudolph
- Steve Antin.... Bob Joiner
- Tom O'Brien.... Larry
- Peter Van Norden.... advogado Paulsen
- Terry David Mulligan.... tenente Duncan
- Woody Brown.... Danny
- Tom Heaton.... Jesse
- Andrew Kavadas.... réu Matt Haines
- Scott Paulin.... advogado Ben Wainwright
- Tom McBeath.... réu Stu Holloway
- Kim Kondrashoff.... Kurt

## Produção

### Desenvolvimento
"Jonathan e eu vimos muitos filmes antigos, e não conseguimos encontrar um que tivesse explorado o assunto. Quase não havia filmes em que o assunto do filme fosse estupro. Existem muitos filmes com incidentes de estupro, mas The Accused é sobre estupro, não há outro assunto. E trata-se de duas mulheres; não há homem que venha resgatá-las. É um assunto muito difícil."

—Topor explicando a importância de fazer o filme 
O roteirista Tom Topor foi inspirado a escrever o filme depois que o julgamento de Cheryl Araujo se tornou notícia nacional. Dawn Steel ligou para ele para perguntar se ele estaria interessado em fazer um filme sobre o assunto. Sherry Lansing e Stanley Jaffe da Paramount Pictures foram posteriormente contratados para produzir o filme. Topor entrevistou 30 vítimas de estupro e numerosos estupradores, promotores, advogados de defesa e profissionais médicos. Jonathan Kaplan se encontrou com Steel e discutiu a possibilidade de fazer um filme sobre o assunto. O rascunho original do roteiro concentrava-se principalmente na história do advogado. No entanto, Kaplan queria que a vítima de estupro fosse tão proeminente quanto o advogado; o script também apresentava uma mesa de sinuca (refletindo o incidente da vida real), mas os produtores estavam preocupados em serem processados, por isso foi alterado para uma máquina de pinball.
Após as sessões de teste, o filme recebeu as pontuações mais baixas da história da Paramount. Segundo Lansing, "o público pensou que a personagem de Jodie merecia o estupro". Os executivos do estúdio queriam colocar o filme na prateleira e procuravam maneiras de impedir que ele fosse lançado. Lansing pediu outra triagem apenas com mulheres, que teve muito mais sucesso. Das 20 mulheres presentes, 18 tiveram experiência com estupro — elas ou alguém que elas conheciam havia sido estuprado. Quando testado novamente meses depois, recebeu uma das pontuações mais altas da história do estúdio.

## Escolha do elenco

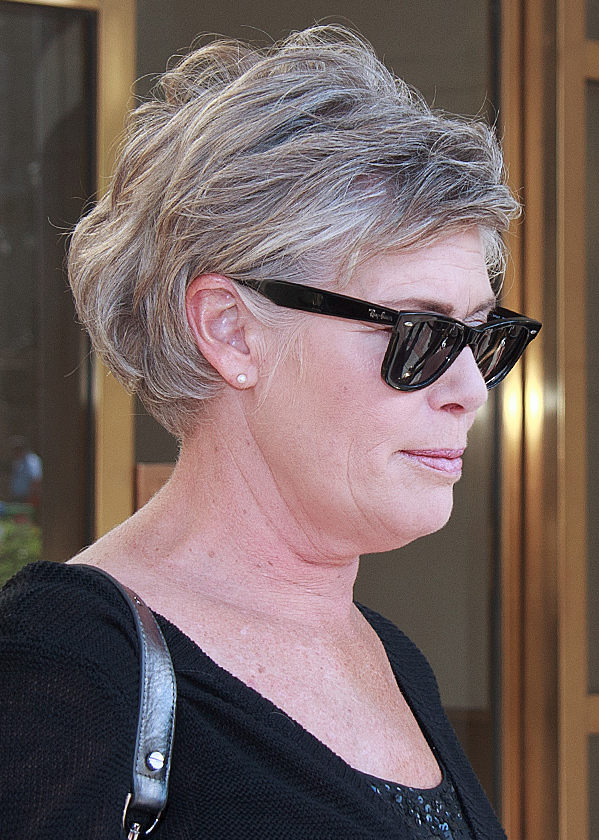
Kelly McGillis foi inicialmente oferecida para interpretar Sarah Tobias, mas assumiu o papel de Kathryn Murphy.

Jane Fonda foi inicialmente contratada para interpretar Kathryn Murphy, mas deixou o projeto por achar o roteiro explorador e mal escrito. Ellen Barkin, Michelle Pfeiffer, Sigourney Weaver, Debra Winger, Meryl Streep e Geena Davis também foram consideradas para o papel. Kelly McGillis, que acabou de sair de Top Gun (1986), foi escalada para as perspectivas financeiras do filme. McGillis foi inicialmente oferecida para interpretar Sarah, mas recusou, citando sua experiência pessoal. Ela reconheceu na época do lançamento do filme que ela própria havia sobrevivido a um ataque violento e estupro em 1982, quando dois homens invadiram seu apartamento. Com base em sua experiência, ela assumiu o papel de Murphy. Brad Pitt fez o teste para o papel de Ken Joyce.

### Filmagem
A filmagem principal de The Accused começou em 22 de abril de 1987 e foi concluída dois meses depois em 2 de junho. Embora ambientada no estado de Washington, foi filmado principalmente em Vancouver, Colúmbia Britânica. A cena de estupro de gangues era altamente controversa no momento de seu lançamento (e ainda continua sendo), como sendo a representação mais longa, gráfica e ousada de agressão sexual na história cinematográfica dominante. Demorou cinco dias para terminar e as filmagens foram uma experiência difícil para o elenco e a equipe envolvidos. Todos se sentiram protetores de Foster e se preocuparam com o quão traumática a situação poderia ser para ela. Em uma entrevista, Foster explicou que a cena do estupro foi meticulosamente ensaiada de antemão, para que não houvesse surpresas desagradáveis para ninguém envolvido na cena real. Ela afirmou que não se lembra de ter filmado a cena, desmaiou completamente e quebrou os vasos sanguíneos no olho direito por chorar durante as filmagens. Os atores do sexo masculino também ficaram extremamente perturbados. Leo Rossi (que interpretou Cliff "Scorpion" Albrect, o espectador), lembrou a experiência de Woody Brown (que interpretou Danny, um dos estupradores) após as filmagens da cena, em que ele fugiu do set e vomitou em seu trailer. Complex classificou a cena de estupro do filme nº 16 em sua lista de "As 53 cenas mais difíceis de assistir na história do cinema".

## Trilha sonora
| N.º | Título                | Artist                        | Duração |  |
| 1.  | ""I'm Talking Love""  | Vanessa Anderson              | 3:35    |  |
| 2.  | ""At This Moment""    | Billy Vera & The Beaters      | 2:30    |  |
| 3.  | ""Kiss of Fire""      | James Harman                  | 3:50    |  |
| 4.  | ""Love to the Limit"" | Only Child                    | 3:21    |  |
| 5.  | ""Love in Return""    | Gina Schock                   | 2:20    |  |
| 6.  | ""Middle of Nowhere"" | Gina Schock e Vance DeGeneres | 2:10    |  |
| 7.  | ""Walk in My Sleep""  | House of Schock               | 1:50    |  |
| 8.  | ""Mojo Boogie""       | Johnny Winter                 | 2:50    |  |

## Lançamento
The Accused foi lançado em cinemas limitados na América do Norte em 14 de outubro de 1988. Embora fosse lançado em abril, foi adiado para outubro devido à greve do Writers Guild of America. O filme estreou no 39º Festival Internacional de Cinema de Berlim em 1989, onde competiu pelo Urso de Ouro.

## Recepção

### Bilheteria
No fim de semana de estreia nos Estados Unidos e no Canadá, The Accused foi o número 1 nas bilheterias, arrecadando US$4,3 milhões em 796 cinemas. O filme arrecadou um total de US$32,1 milhões nos Estados Unidos e Canadá e US$60 milhões no exterior, totalizando um total mundial de US$92 milhões.

### Recepção

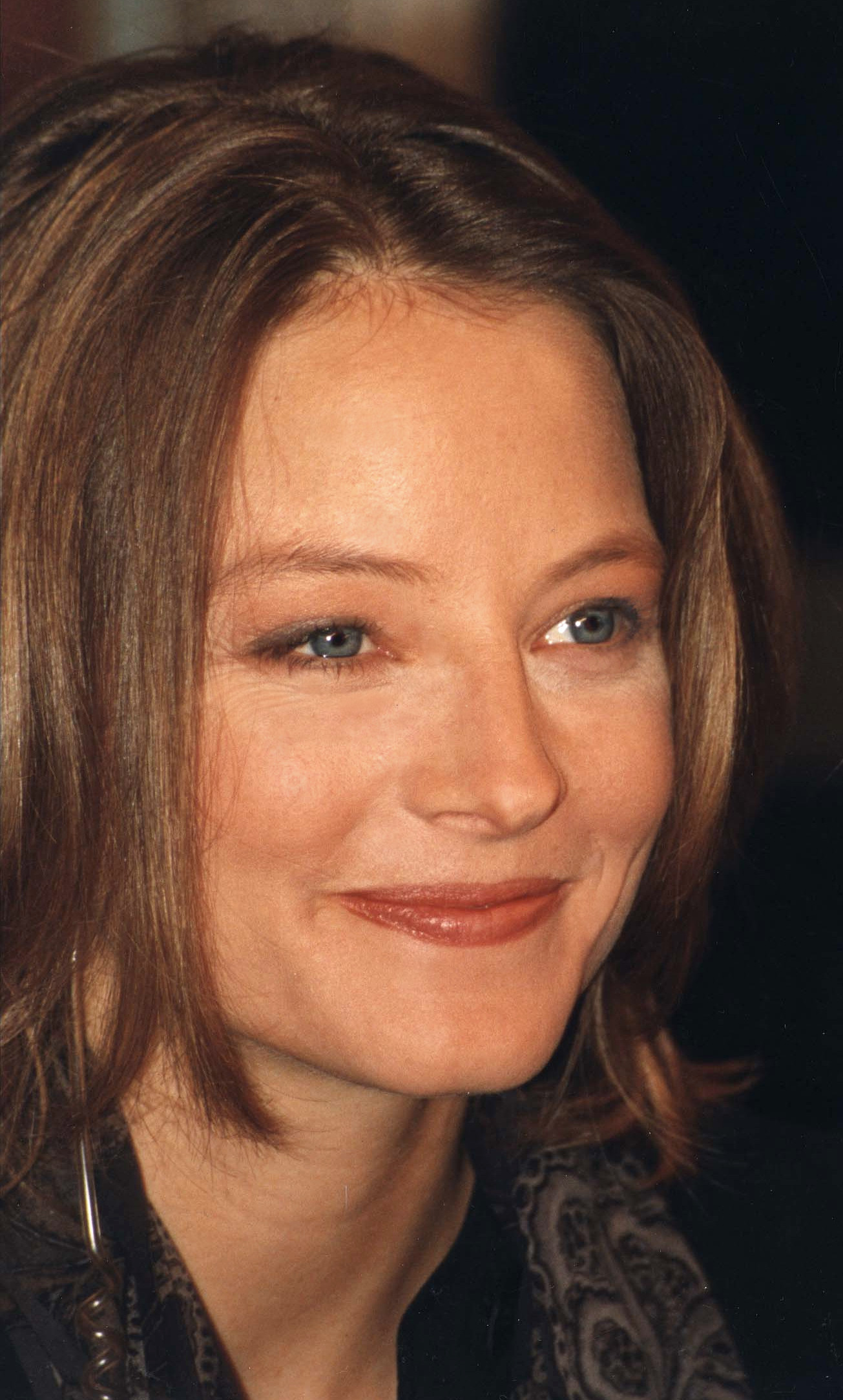
A performance de Jodie Foster recebeu muitos elogios da crítica, marcando seu avanço em papéis adultos e lhe rendeu o Oscar de Melhor Atriz

The Accused recebeu críticas positivas, especialmente pelo desempenho de Foster. O agregador de críticas Rotten Tomatoes dá ao filme uma classificação de aprovação de 91% com base em 22 críticas, com uma classificação média de 7.09/10. Em Metacritic, o filme tem uma pontuação média de 65 em 100, indicando "críticas geralmente favoráveis". 

## Prêmios e indicações
No Oscar 1989, Foster ganhou o prêmio de Melhor Atriz. Essa foi a única indicação do filme, marcando assim a primeira ocorrência de um evento como esse desde 1962 (quando Sophia Loren venceu por Duas Mulheres) que a vencedora da categoria ganhou por um filme com uma única indicação. Em 2006, o desempenho de Foster foi classificado em #56 nas 100 Maiores Performances de Cinema de todos os tempos da revista Premiere.
| Premiação                         | Categoria                   | Recipiente   | Resultado |
| --------------------------------- | --------------------------- | ------------ | --------- |
| Oscar 1989                        | Melhor atriz                | Jodie Foster | Venceu    |
| Globo de Ouro 1989                | Melhor atriz - drama        | Jodie Foster | Venceu    |
| BAFTA 1990                        | Melhor atriz principal      | Jodie Foster | Indicado  |
| Festival de Cinema de Berlim 1989 | Urso de Ouro (melhor filme) |              | Indicado  |
| Prêmio David di Donatello 1989    | Melhor atriz                | Jodie Foster | Venceu    |